# 14 Herculis
14 Herculis – gwiazda w gwiazdozbiorze Herkulesa, odległa od Ziemi o 58,5 roku świetlnego. Ma układ planetarny.

## Charakterystyka
Jest to pomarańczowy karzeł należący do typu widmowego K0. Gwiazda ma temperaturę ok. 5130 K i jasność 0,67 jasności Słońca. Masa gwiazdy to 0,98 M☉, a promień jest równy 0,97 R☉. Wiek 14 Herculis jest oceniany na 4,6 miliarda lat.

## Układ planetarny
W 1998 roku odkryto pierwszą planetę pozasłoneczną, orbitującą wokół tej gwiazdy – 14 Herculis b. W 2005 pojawiły się doniesienia o odkryciu drugiej planety (14 Herculis c), które wkrótce wsparły dalsze obserwacje. Są to gazowe olbrzymy masywniejsze od Jowisza, krążące po ekscentrycznych orbitach. W toku dalszych badań okazało się, że orbity mają względne nachylenie najprawdopodobniej przekraczające 60°, co sugeruje, że w toku ewolucji tego układu miało miejsce grawitacyjne rozpraszanie planet.